# Myliobatidae
I Miliobatidi (Myliobatidae Bonaparte, 1838) sono una famiglia di pesci cartilaginei, imparentati con le razze e con i pescecani.

## Tassonomia
La famiglia è suddivisa in tre sottofamiglie, comprendenti i seguenti generi:
- sottofamiglia Mobulinae Gill, 1893
  - Manta Bancroft, 1829
  - Mobula Rafinesque, 1810
- sottofamiglia Myliobatinae Bonaparte, 1835
  - Aetobatus de Blainville, 1816
  - Aetomylaeus Garman, 1908
  - Myliobatis Cuvier, 1816
  - Pteromylaeus Garman, 1913
- sottofamiglia Rhinopterinae Jordan & Evermann, 1896
  - Rhinoptera Hasselt, 1824

### Alcune specie

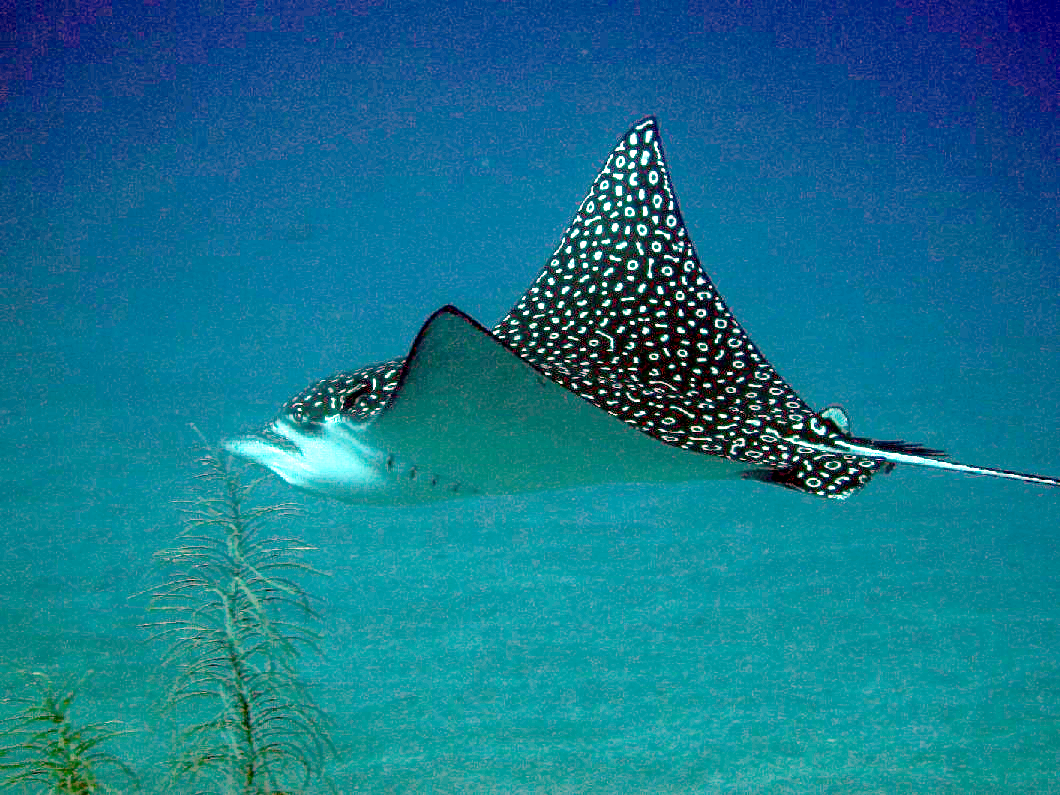
Aetobatus narinari
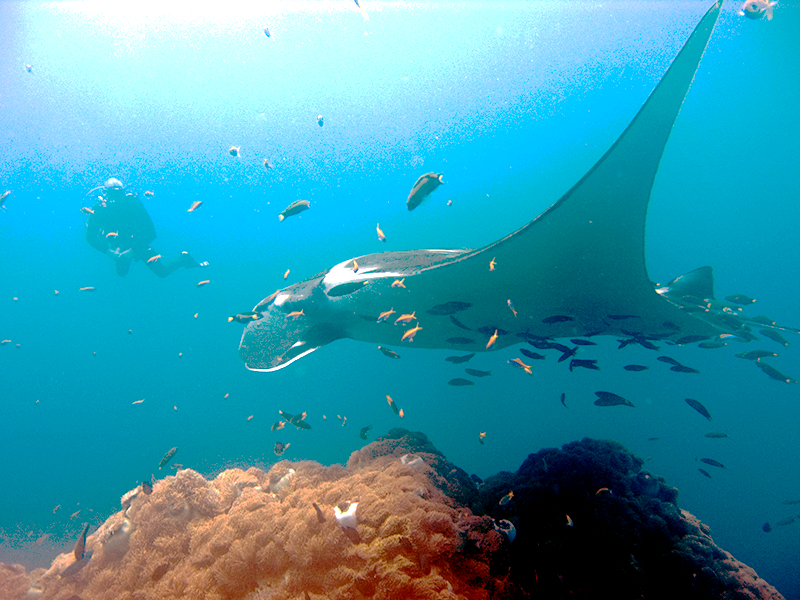
Manta birostris
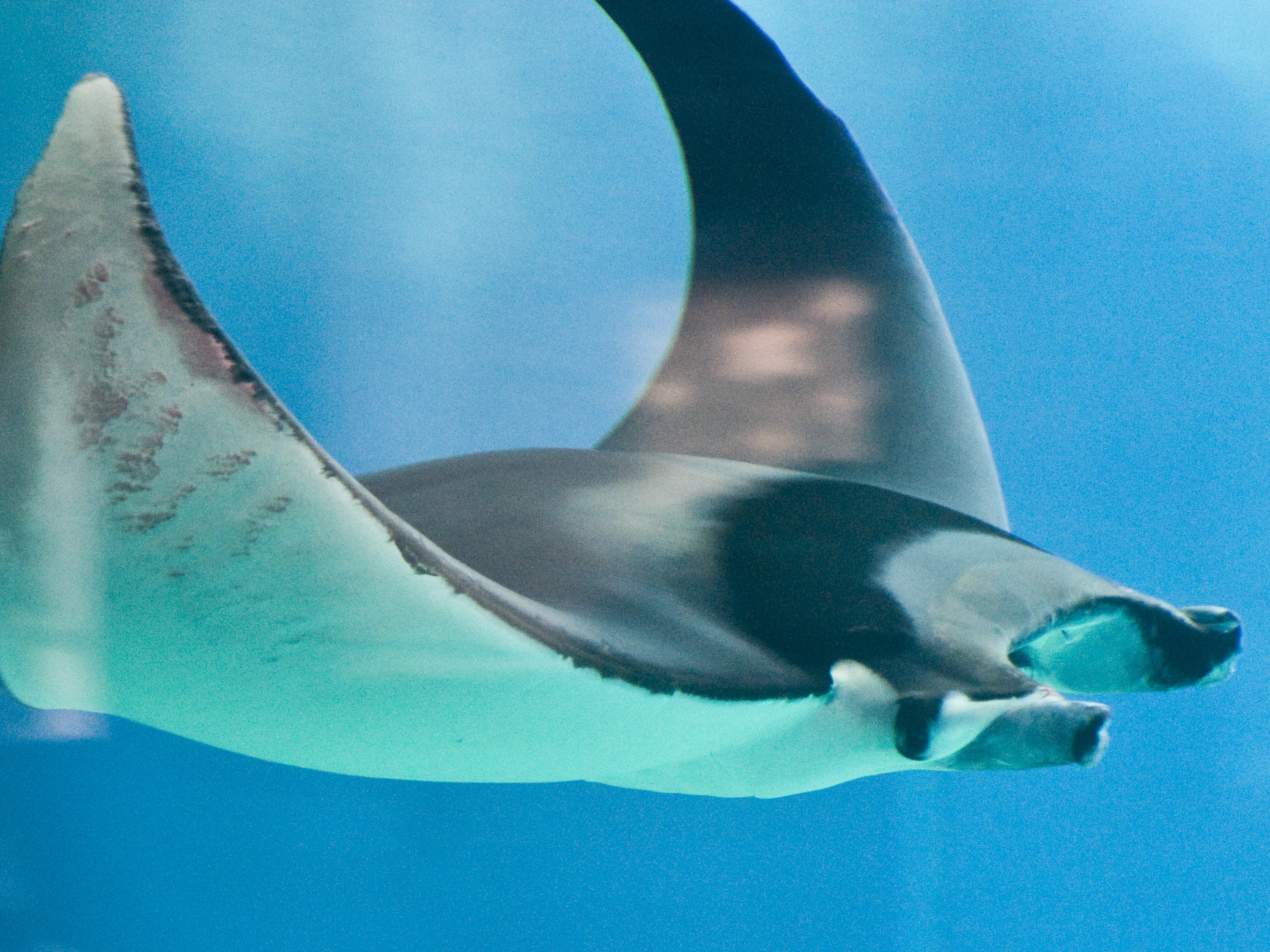
Mobula mobular
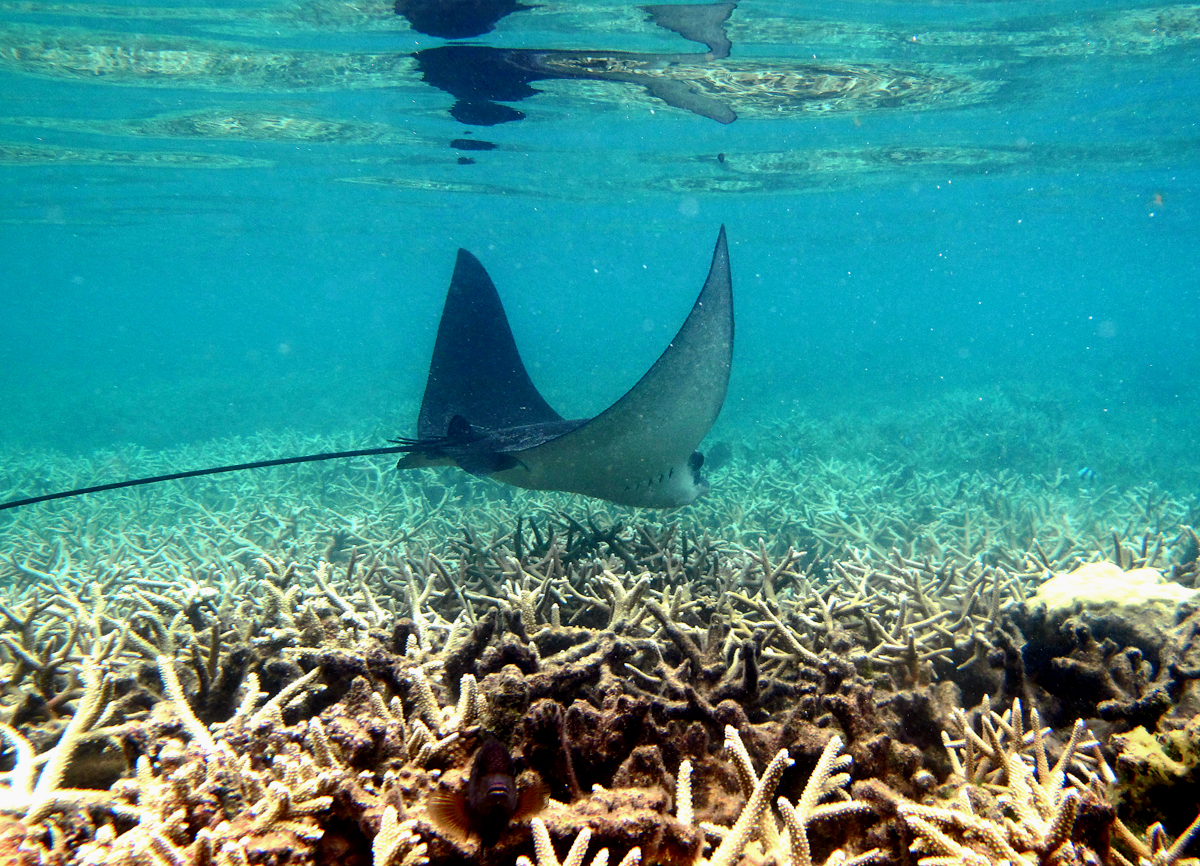
Myliobatis aquila
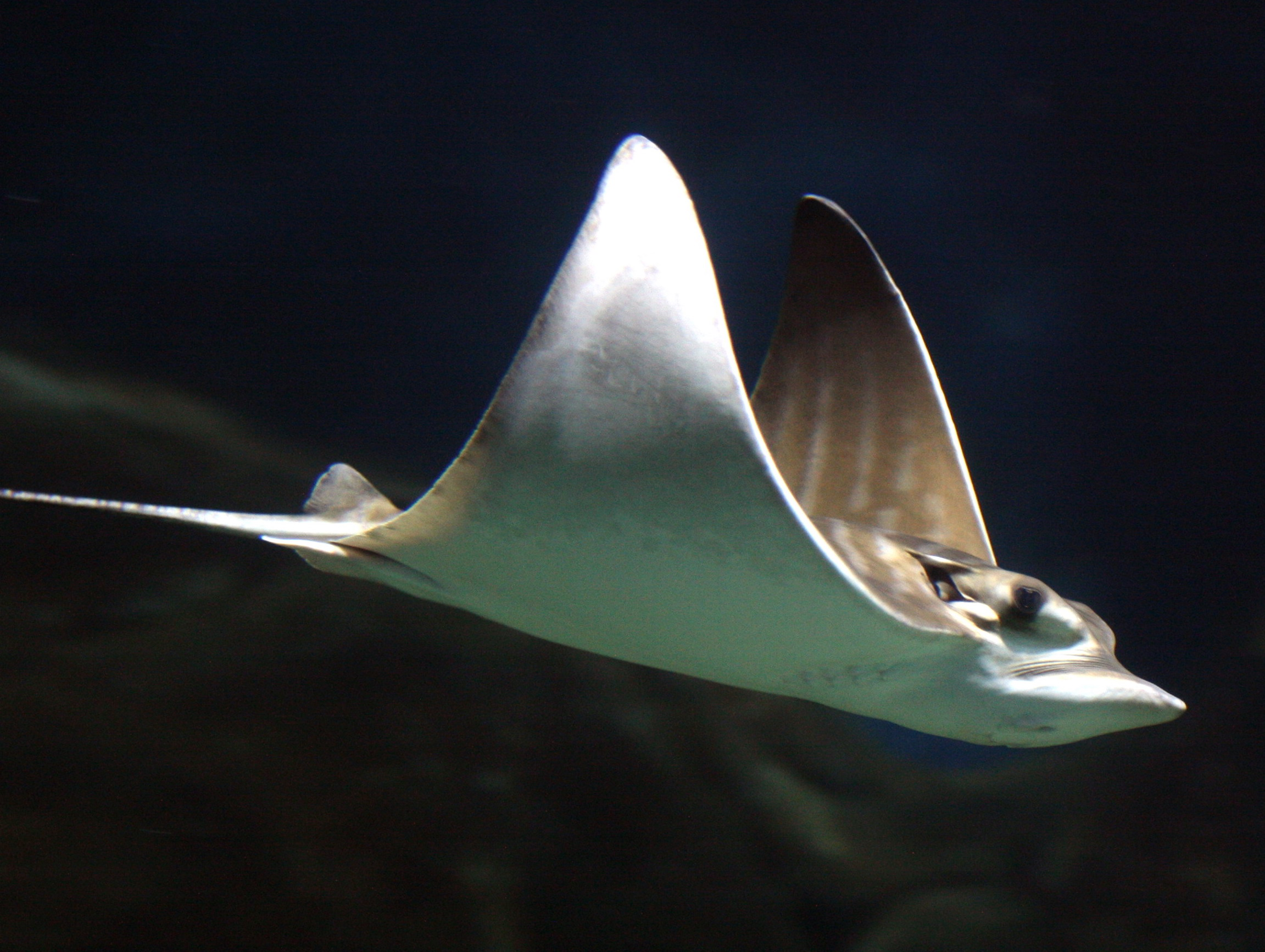
Pteromylaeus bovinus
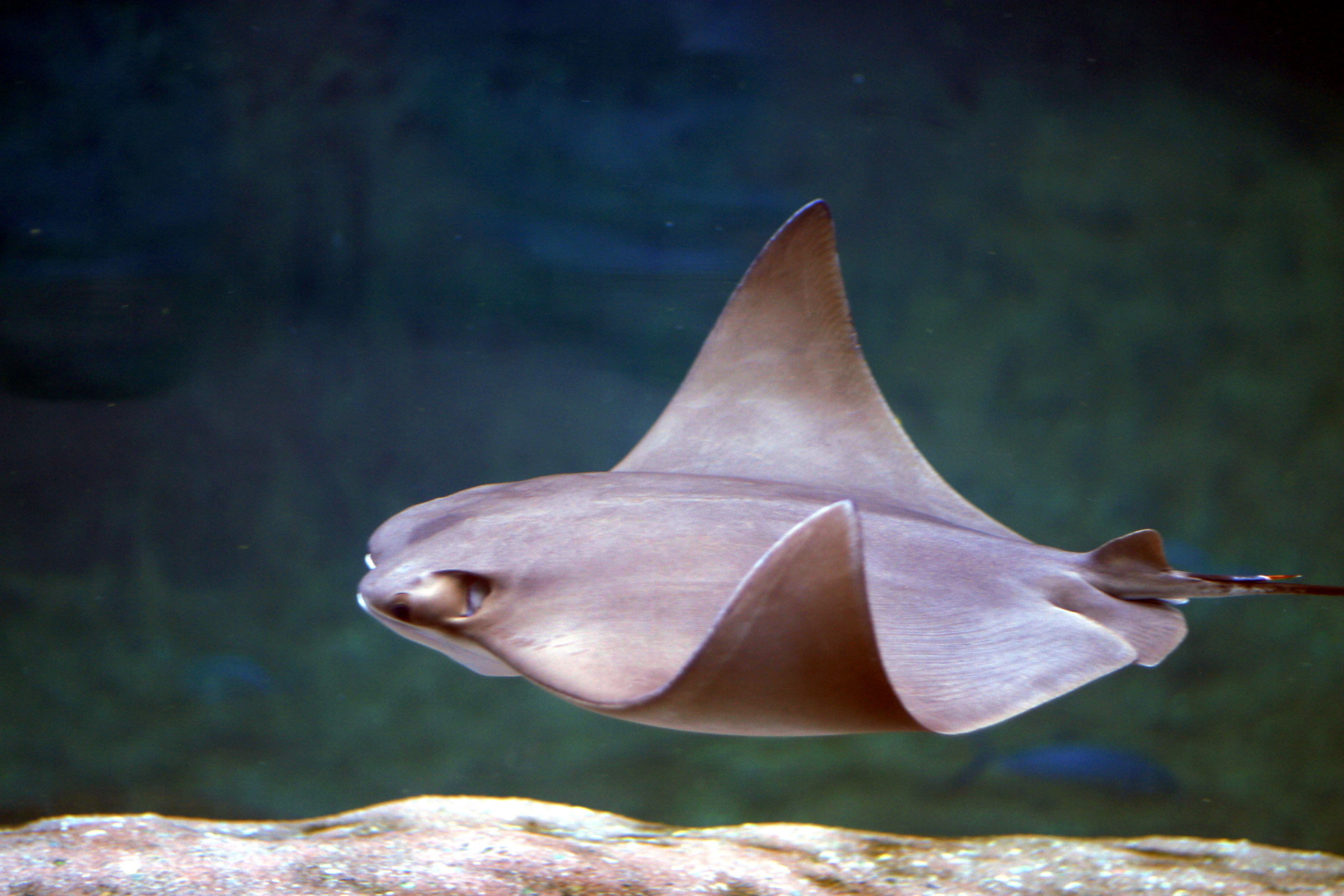
Rhinoptera bonasus
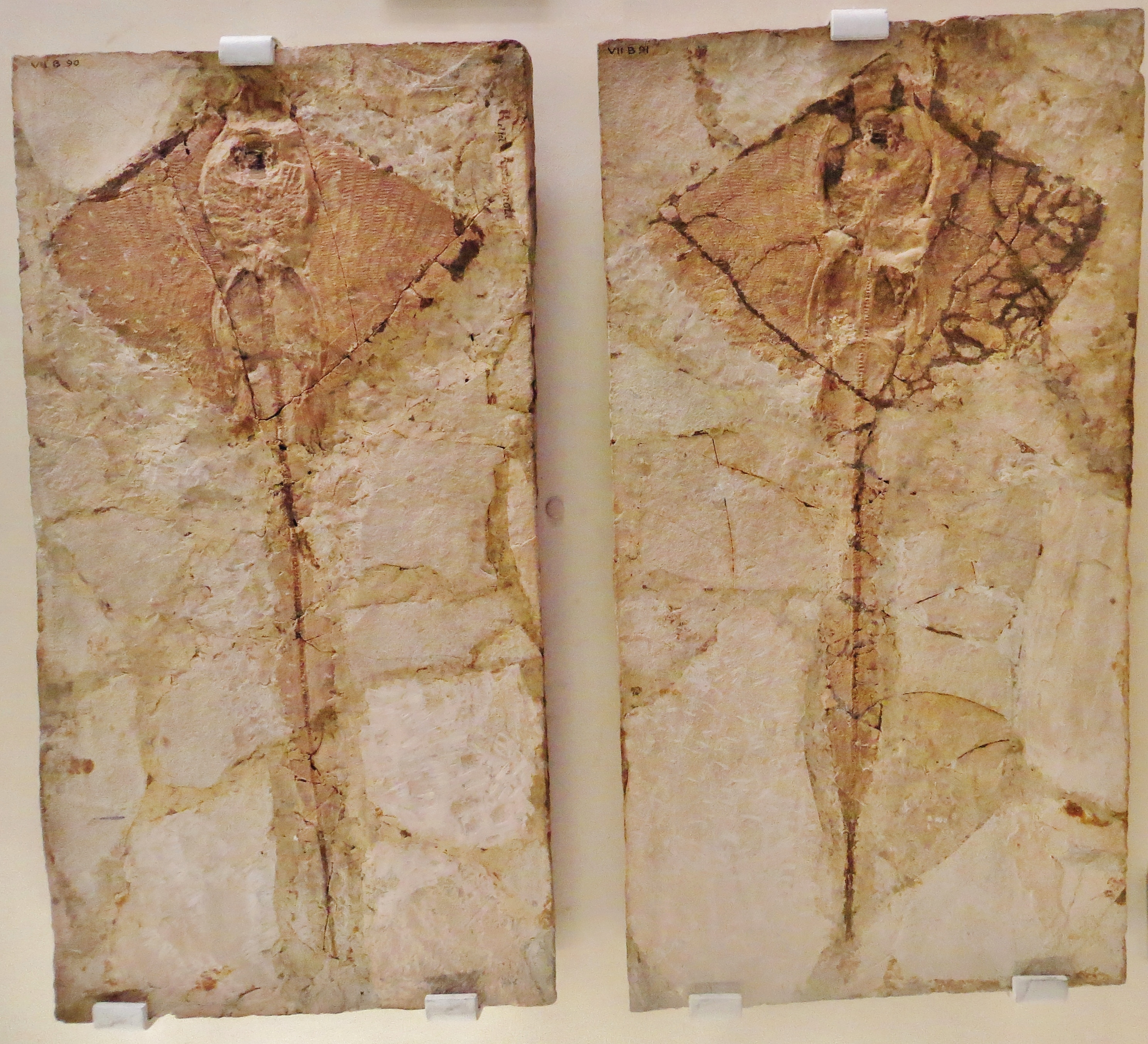
Promyliobatis gazolai